# Dea Presečki
Dea Presečki (Zagreb, 6. kolovoza 1997.) hrvatska je glumica i multimedijska umjetnica.

## Obrazovanje i rani život
Odrasla je u Krapini, gdje je pohađala osnovnu školu i opću gimnaziju. Paralelno je završila osnovnu glazbenu školu u klasi klavira. Godine 2021. diplomirala je glumu na Akademiji dramske umjetnosti u Zagrebu u klasi Krešimira Dolenčića. Potječe iz umjetničke obitelji, brat joj je gitarist.

## Kazališna karijera
Svoj kazališni debi ostvarila je tijekom četvrte godine studija na Dubrovačkim ljetnim igrama u predstavi „Grižula" redateljskog dvojca Saše Božića i Petre Hrašćanec. Značajan uspjeh postigla je naslovnom ulogom u predstavi „Matijaš Grabancijaš Dijak" u Hrvatskom narodnom kazalištu u Varaždinu, gdje 2022. godine postaje stalna članica ansambla. Uz kazališni rad, Presečki je aktivna na nekoliko područja: radi kao asistentica scenskog pokreta na Akademiji dramske umjetnosti u Zagrebu, bavi se sinkronizacijom igranih i animiranih filmova te vodi dramske radionice za djecu i mlade.
Među zapaženim ulogama ističu se nastupi u predstavama: „Slučaj vlastite pogibelji", „Buba u uhu", „San ivanjske noći", „Ludnica s tenorima",„Orašar", „Majka Hrabrost i njezina djeca", „Kisela krv", „Paklena naranča" i dr.

## Nagrade i priznanja
Za ulogu u predstavi „Matijaš Grabancijaš Dijak" (2021.) osvojila je nekoliko značajnih priznanja:
- Nagrada hrvatskog glumišta za izuzetno ostvarenje mladih umjetnika do 28 godina.[3]
- Nagrada publike na Marulićevim danima (Nagrada žirija čitatelja Slobodne Dalmacije).
- Nagrada „Nada Subotić" na Festivalu glumca u Vinkovcima.
- Nagrada za najbolju mladu glumicu na Bobijevim danima smijeha.

Bila je nomirana za Zlatni studio 2022. u kategoriji „najbolje novo lice u kazalištu i na filmu”. Nastupila je u 13. sezoni serijala „Zvijezde pjevaju” u paru s Dinom Petrićem i osvojila 3. mjesto 2024. godine.

## Filmografija

### Televizijske uloge
- „Oblak u službi zakona” kao trgovkinja Cila (2023.)

### Filmske uloge
- „Šesti autobus” kao pjevačica (2022.)

### Sinkronizacija
- „Male šape na velikom putovanju” kao Greta, 2024.
- „Priče iz skrivenog grada: Banda čupavih repova 2	”, 2024.
- „Želja” kao Dahlia, Disney 2023.
- “Crvena panda” kao Ming Lee (mlada), Disney 2022.
- “Visoka cura 2” kao  Fareeda Marks, Netflix 2022.
- “Ne gledaj gore” kao Riley Bina, Netflix 2021.
- “Visoka cura” kao  Fareeda Marks, Netflix 2021.
- “Povratak u australsku divljinu” kao Skylar, Netflix 2021.
- “Svijet kentaura” kao sutkinja Jacket, Netflix 2021.
- “Vivo” kao Beckham, Netflix 2021.
- “Croods 2: Novo doba” kao Zora, Dreamworks 2020.
- “Junior spasioci Malibu” kao Gina, Netflix 2020.
- “DJ Cinderella” kao Cintia Dorella, Netflix 2020.